# Salka zoza
Salka zoza är en insektsart som beskrevs av Sohi och Mann 1994. Salka zoza ingår i släktet Salka och familjen dvärgstritar.
Artens utbredningsområde är Taiwan. Inga underarter finns listade i Catalogue of Life.